# Steventon
Pour le village de l'Oxfordshire, voir Steventon (Oxfordshire).
Steventon est un village rural d'environ 250 habitants, dans le nord du Hampshire, en Angleterre. Situé à 11 km environ au sud-ouest de la ville de Basingstoke et un kilomètre au sud du hameau de Deane, entre les villages de Overton, de Oakley et de North Waltham, tous trois dans le Hampshire également, il est proche du point « Junction 7 » de l'autoroute M3.

## Lien avec la famille Austen
Steventon est surtout connu pour être le village natal de l'écrivaine et autrice anglaise Jane Austen, qui y vécut de 1775 à 1801, date à laquelle elle déménagea à Bath avec ses parents. Bien que le presbytère où elle écrivit Pride and Prejudice, Northanger Abbey et Sense and Sensibility ait été détruit aux alentours de 1824, le site est toujours indiqué par un vieux tilleul, dont on pense qu'il a été planté par son frère aîné, James, qui reprit la paroisse à la suite de son père.
L'église du XIIe siècle, où officiait le père de Jane, George Austen, et où Jane Austen elle-même venait se recueillir, n'a subi que peu de modifications depuis cette époque. On trouve à l'intérieur des plaques commémoratives au nom de James Austen, de son neveu William Knight, et de leurs familles, ainsi que de la famille Digweed, qui loua le domaine de Steventon pendant la période où y résidèrent les Austen ou les Knight. À l'extérieur, dans le cimetière, se trouvent leurs tombes ainsi que celles des seigneurs du manoir de Steventon qui se sont succédé.